# Jackowo (województwo kujawsko-pomorskie)
Jackowo (niem. Schönwald) – wieś w Polsce położona w województwie kujawsko-pomorskim, w powiecie toruńskim, w gminie Czernikowo.
W latach 1975–1998 miejscowość administracyjnie należała do województwa włocławskiego. Według Narodowego Spisu Powszechnego (III 2011 r.) liczyła 203 mieszkańców. Jest czternastą co do wielkości miejscowością gminy Czernikowo.